# Relazioni bilaterali tra Israele e Regno Unito
Le relazioni bilaterali tra Israele e Regno Unito - o relazioni anglo-israeliane- concernono i rapporti diplomatici e commerciali tra i due paesi presi in esame. Il Regno Unito mantiene un'ambasciata a Tel Aviv e un consolato a Eilat; ha inoltre anche un consolato generale a Gerusalemme che rappresenta la Gran Bretagna sia in quella città che nei territori palestinesi. Israele dal canto suo ha sia un'ambasciata che un consolato a Londra.

## Storia
Il Regno Unito di Gran Bretagna e Irlanda conquistò la Palestina a spese dell'Impero ottomano nel corso della Campagna del Sinai e della Palestina durante la prima guerra mondiale. Una stretta cooperazione tra la forza armata britanniche e lo Yishuv, la nascente comunità ebraica pre-statale insediatasi in loco, si sviluppò durante questo primo periodo in cui gli inglesi Alleati della prima guerra mondiale ricevettero numerose informazioni e notizie d'intelligence dalla rete di spionaggio ebraica denominata "Nili", il che aiutò attivamente le forze britanniche nella conquista finale del territorio.
Inoltre, oltre 5000 ebrei di vari paesi servirono nella Legione Ebraica del British Army che combatté a Gallipoli e nella campagna palestinese, sebbene alcuni ebrei-palestinesi si ritrovarono a servire anche nell'Osmanlı İmparatorluğu Ordusu. Nel 1917 il governo di Sua Maestà fece pubblicare la Dichiarazione Balfour (1917) apertamente pro-sionista, che richiedeva l'istituzione di un "focolaio nazionale" per il popolo ebraico in Palestina.
Sei settimane dopo le truppe britanniche conclusero la strategia militare scacciando definitivamente i turchi da Gerusalemme, sotto la direzione del generale Edmund Allenby; gli inglesi presero poi il controllo dell'intera regione. Sotto il nuovo dominio militare a guida europea l'impresa sionista venne rinnovata. Nel 1920 la Gran Bretagna stabilì ufficialmente la propria autorità grazie al Mandato britannico della Palestina concessole dalla Società delle Nazioni il quale fu poi confermato con il trattato internazionale stipulato al termine della Conferenza di Sanremo.
Fu quindi nominato un Alto commissario con chiare istruzioni al riguardo di consentire agli ebrei di costruire la loro "casa nazionale"; trascorse così quasi 31 anni come responsabile della Palestina divenuta britannica sotto il mandato datole dalla comunità internazionale e che originariamente si estendeva su entrambe le sponde del fiume Giordano, sebbene la Transgiordania fosse già stata separata dalla Palestina dagli inglesi.
Nel 1937 la Commissione Peel presentò un accurato piano per la creazione sia di uno Stato ebraico che di uno a maggioranza araba; dopo che questo fu respinto il commissario distrettuale britannico per la Galilea Lewis Yellard Andrews venne assassinato da uomini armati arabi a Nazareth.
Verso la fine della seconda guerra mondiale gli inglesi dovettero affrontare una sempre più crescente insurrezione armata ebraica in situ. L'incapacità dell'esercito di sconfiggere gli insorti giunse a convincere il governo britannico che la Palestina era di fatto una causa persa e ciò portò in via diretta alla sua decisione di ritirarsi dal territorio. Nel febbraio del 1947 - avendo già deciso di ritirarsi dall'impero anglo-indiano - gli inglesi annunciarono ufficialmente che stavano per restituire il mandato alla Società delle Nazioni.

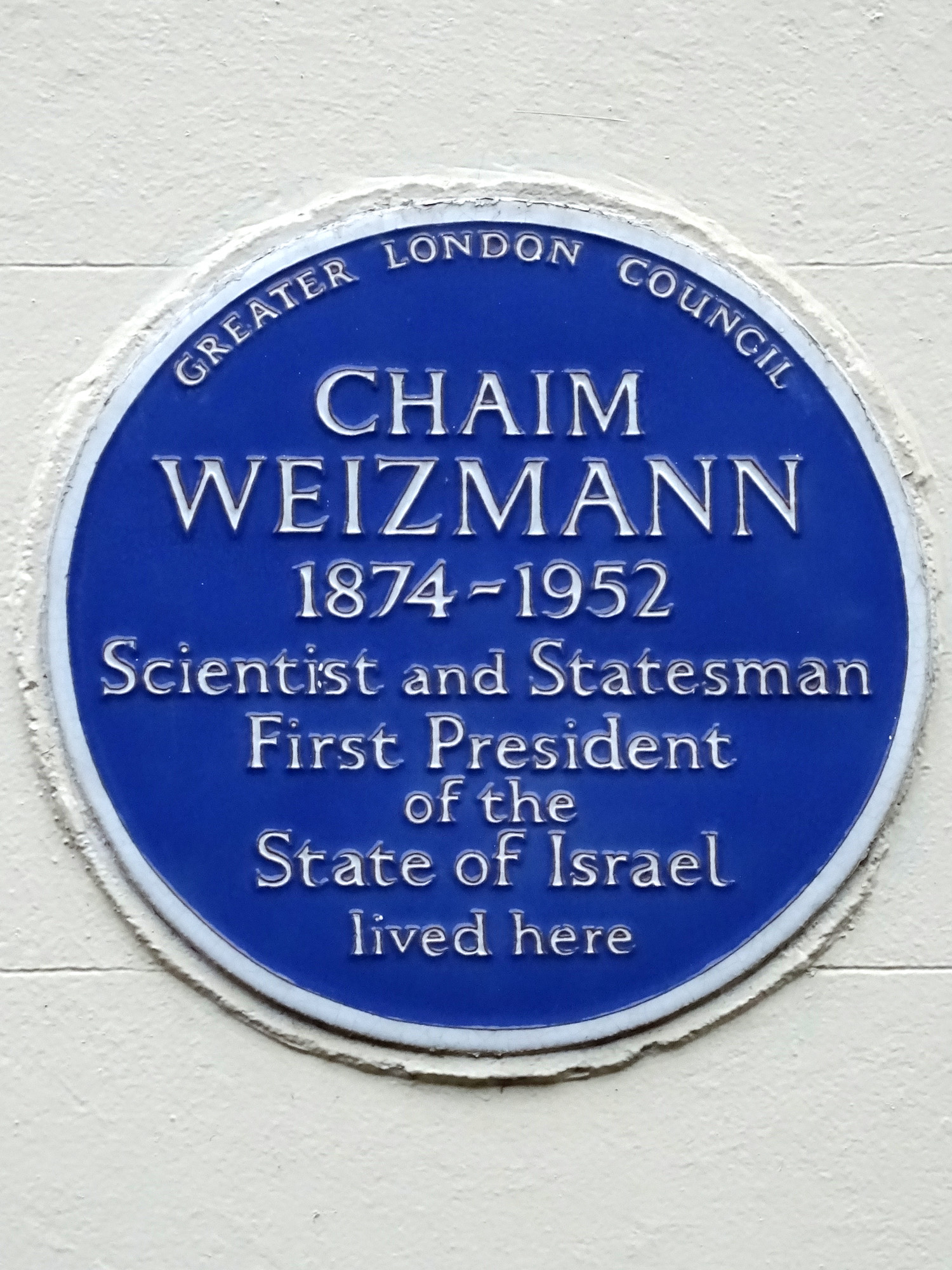
Targa blu dedicata a Chaim Weizmann, il 1º presidente di Israele

Esso fu quindi ceduto e l'istituzione dello Stato di Israele venne affermata da una risoluzione delle Nazioni Unite. Il conflitto con gli insorti però proseguì fino a quando l'ultimo soldato britannico non ebbe lasciato la Terra di Israele; alla fine di aprile del 1948 le forze britanniche ancora presenti combatterono una battaglia minore - l'Operazione Hametz - contro la milizia sionista nei pressi di Giaffa, impedendone così temporaneamente l'insediamento ebraico nella città, mentre non riuscirono ad espellerla da Menashiya.
Con lo scoppio della guerra arabo-israeliana del 1948 le relazioni bilaterali si mantennero decisamente sull'ostilità conclamata, al punto da portare i due paesi ai confini dello scontro militare aperto. Durante le battaglie nel Sinai, la Royal Air Force condusse quasi quotidianamente missioni di ricognizione sia su Israele che sulla Penisola del Sinai. Gli aerei da ricognizione della RAF decollarono dalle basi egiziane e talvolta volarono a fianco della El Qūwāt El Gawīyä El Maṣrīya; mentre aerei ad alta quota britannici volarono spesso su Haifa e la Ramat David Airbase.
Il 20 novembre del 1948 un foto-ricognitore RAF disarmato de Havilland DH.98 Mosquito fu abbattuto da un North American P-51 Mustang in dotazione all'Heyl Ha'Avir. Il 7 gennaio seguente quattro Supermarine Spitfire volarono al di sopra di un convoglio israeliano che era stato attaccato da cinque Spitfire egiziani appena quindici minuti prima; temendo un imminente attacco le truppe israeliane di terra aprirono il fuoco sugli aerei e riuscirono perfino ad abbatterne uno con una mitragliatrice montata sul serbatoio.
I restanti tre Spitfire furono successivamente abbattuti dagli aerei israeliani e un pilota ne risultò ucciso; due dei piloti superstiti vennero quindi scortati fino a Tel Aviv per poter essere interrogati e di lì a poco rilasciati. Gli israeliani trascinarono i relitti degli aerei britannici entro il loro territorio, ma non riuscirono a nasconderli prima che gli aerei da ricognizione britannici li fotografassero. In risposta la Royal Air Force si preparò per bombardare gli aeroporti di Israele, le truppe britanniche operanti nel Medio Oriente vennero messe in stato di allerta con tutti i permessi cancellati e ai cittadini britannici fu consigliato di lasciare Israele.
Ben convinti che gli inglesi non avrebbero permesso la perdita di ben cinque aerei e due piloti senza alcuna rappresaglia, gli israeliani si prepararono con determinazione a respingere qualsiasi attacco aereo e a difendere le loro basi. Tuttavia i comandanti britannici sfidarono le pressioni ricevute dagli squadroni coinvolti negli incidenti e rifiutarono di autorizzare eventuali attacchi.
La "guerra tra Israele e il Regno Unito" fu così evitata. Quest'ultimo riconobbe de facto la nuova entità nazionale il 13 maggio del 1949 e de iure il 28 aprile dell'anno seguente. All'indomani del conflitto Israele, in cooperazione con la Terza Repubblica francese, lavorò con pieno successo per opporsi ai piani anglo-iracheni volti all'acquisizione della Siria da parte dell'Iraq.

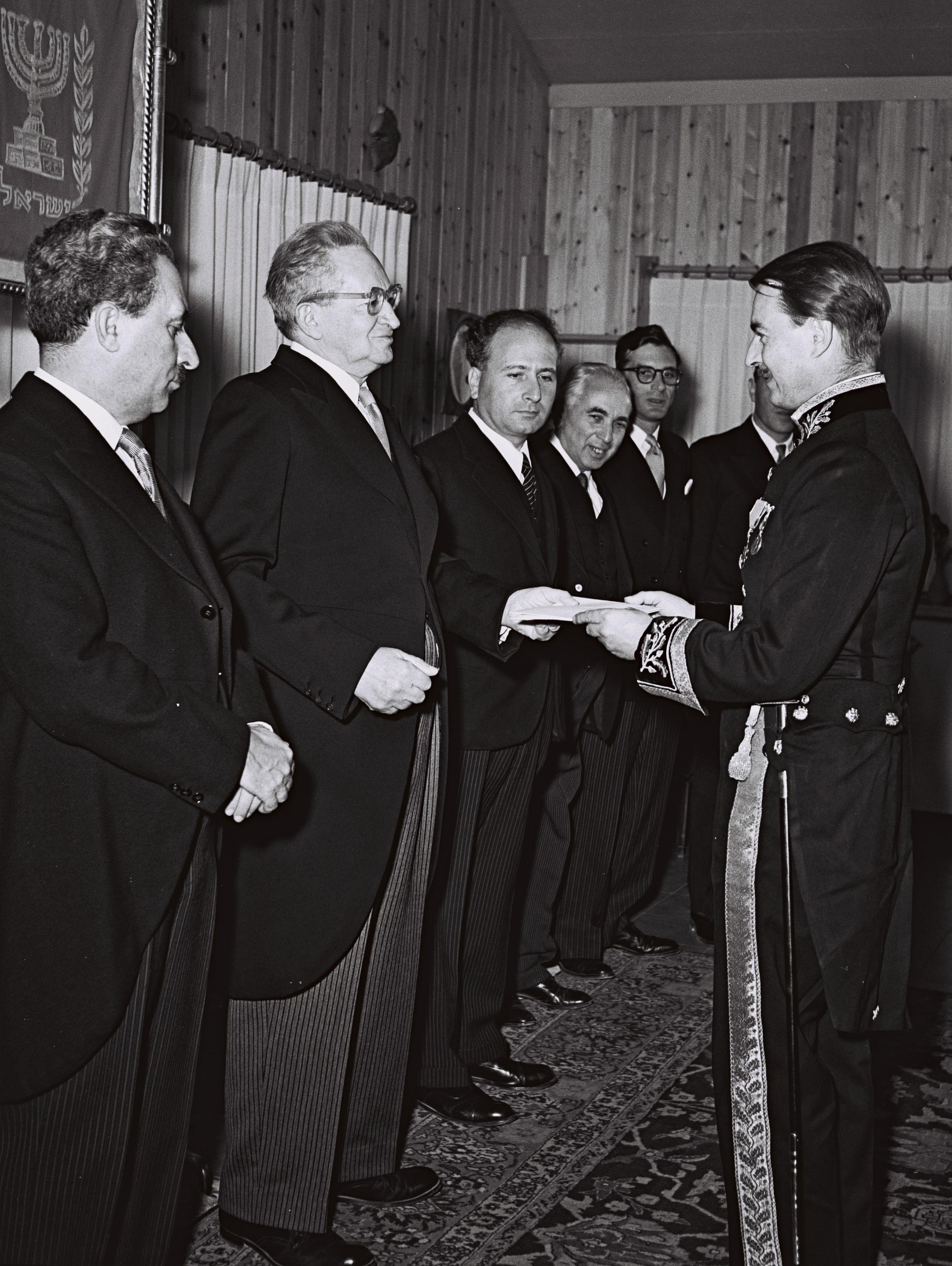
L'ambasciatore britannico John Nicholls presenta le proprie credenziali al presidente di Israele Itzhak Ben-Zvi nel 1954

Nel 1956 l'Egitto di Gamal Abd el-Nasser nazionalizzò unilateralmente il Canale di Suez e bloccò gli Stretti di Tiran a tutte le navi dirette ad Israele, incoraggiando al contempo violenti attacchi terroristici attraverso Gaza ancora controllata dagli egiziani: era l'inizio della Crisi di Suez. Gran Bretagna e Francia decisero pertanto di proteggere il Canale facendo uso della forza.
Sebbene Israele avesse i suoi problemi con l'Egitto e fosse ben intenzionato ad attaccare, gli inglesi si dimostreranno invece riluttanti a combattere a fianco degli israeliani, per timore che la conseguente reazione nel mondo arabo minacciasse gli stretti alleati di Londra sia a Baghdad che ad Amman. Alla fine il governo di Anthony Eden, seppur a malincuore, incluse anche Israele nei piani di guerra, sia a causa delle forti pressioni ricevute in tal senso dai francesi che dalla necessità di avere un alleato locale.
Nel novembre del 1956 Israele attaccò l'Egitto; la Gran Bretagna e la Francia ripresero nelle proprie mani la maggior parte del Canale prima che l'intervento di una qualche superpotenza li costringesse a fermare la loro avanzata. Questo evento segnò il punto più alto delle relazioni bilaterali.
Nel corso degli interi decenni 1950 e 1960 il Regno Unito fu considerato filo-arabo, mantenendo stretti rapporti con la Giordania e gli altri Stati affacciati sul Golfo Persico. Nel 1975 votò contro la mozione promossa all'Organizzazione delle Nazioni Unite che avrebbe voluto equiparare il sionismo al razzismo: la risoluzione 3379 dell'Assemblea generale delle Nazioni Unite.
Le relazioni israelo-britanniche si mantennero relativamente tese negli anni 1980. Durante la guerra del Libano (1982) la Gran Bretagna impose un embargo sulle armi a Israele, che non sarebbe stato revocato fino al 1994. Israele dal canto suo avrebbe fornito armi all'Argentina durante la contemporanea breve Guerra delle Falkland.
Si sono anche verificati due incidenti diplomatici durante il decennio 1980 i quali coinvolsero le operazioni del Mossad. Il primo di questi ebbe luogo nel 1986 quando una borsa contenente otto passaporti britannici falsificati fu scoperta in una cabina telefonica nella Germania Ovest; erano stati opera del Mossad ed erano destinati all'ambasciata israeliana a Londra, da utilizzare per operazioni di copertura da svolgersi all'estero.
Il governo di Sua Maestà, letteralmente furibondo, reclamò la promessa esplicita di non falsificare mai più i suoi passaporti, il che è stato ottenuto. Nel 1988 due diplomatici israeliani della stazione del Mossad dell'ambasciata israeliana a Londra furono espulsi e la stazione stessa si chiuse dopo che venne scoperto che un palestinese residente nella capitale, Ismail Sowan, era stato reclutato come agente segreto per infiltrarsi nell'Organizzazione per la Liberazione della Palestina e poter fare così il doppio gioco.

## Relazioni diplomatiche
La dichiarazione ufficiale del governo di Sua Maestà nei riguardi di Israele recita: "Promuoviamo la sicurezza, la prosperità e il benessere della Gran Bretagna e la pace regionale, attraverso il partenariato con Israele".
Circa la "Soluzione dei due Stati", secondo il Foreign Office: "Il ministro degli Esteri del Regno Unito ha chiarito che nel 2013 non c'è più una politica estera urgente del riavvio dei colloqui israelo-palestinesi e dei progressi sostanziali verso la soluzione dei due Stati... siamo preoccupati da sviluppi che minacciano la fattibilità di tale soluzione, compresa la costruzione di insediamenti israeliani su terra occupata in Cisgiordania e a Gerusalemme Est... Il nostro obiettivo è un Israele sicuro e universalmente riconosciuto che vive a fianco di uno Stato di Palestina sovrano e vitale, basato sui confini del 1967, con Gerusalemme in qualità di futura capitale di entrambi, ed una soluzione giusta, equa e realistica per i rifugiati... Per il governo britannico è chiaro che, in definitiva, il modo per risolvere il conflitto israelo-palestinese è attraverso negoziati diretti tra le parti. Continuiamo a invitare entrambi a dimostrare la forte leadership necessaria per raggiungere la pace, a prendere le misure relative per creare fiducia e lavorare verso la ripresa dei negoziati senza condizioni preliminari".
Nel 2014, dopo che i legislatori del Regno Unito hanno votato a stragrande maggioranza a favore del riconoscimento di uno Stato palestinese, Israele si preparava a un potenziale "effetto domino", dal momento che la Gran Bretagna è considerata come "uno dei paesi più gentili del mondo verso Israele". Tuttavia la risoluzione approvata non era vincolante e neppure una dichiarazione ufficiale.

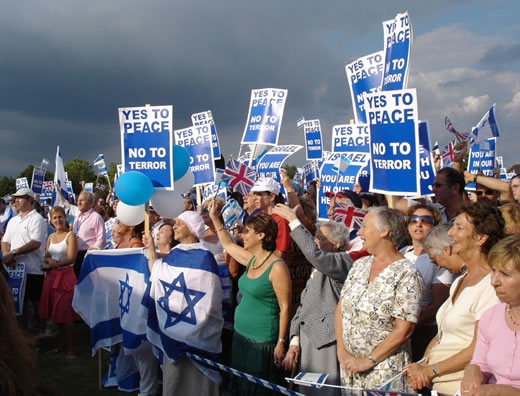
Raduno filo-israeliano a Londra nel 2006

## Opinione pubblica
Secondo un sondaggio d'opinione del 2014 condotto da "GlobeScan" e dal "Program on International Policy Attitudes" per il BBC World Service, il pubblico britannico vede Israele in modo schiacciante negativamente, mentre gli israeliani considerano positivamente il Regno Unito: per il 72% degli inglesi è stato giudicato negativamente, contro il 19%. Lo stesso sondaggio ha rilevato anche che il 50% degli intervistati israeliani considerava favorevolmente il Regno Unito, contro il 6%.
Un sondaggio del pubblico britannico condotto nell'ottobre del 2015 e commissionato dal Britain Israel Communications and Research Centre e realizzato dalla società di ricerca di mercato "Populus Ltd", ha indicato che il 62% dei cittadini britannici si considerava negativo verso Israele, contro il 19%. Nello stesso sondaggio il 52% degli intervistati ha dichiarato di considerare Israele "un alleato della Gran Bretagna", con il 19% che invece non concorda con tale descrizione.
E' stato anche chiesto se fossero d'accordo con la dichiarazione: "Non boicottaggio di beni o prodotti da Israele e trovo difficile capire perché altri avrebbero escluso Israele dato tutto quello che sta accadendo nel resto del mondo al momento". Il 43 % ha dichiarato di essere d'accordo, contro il 12%. Quando è stato chiesto loro se avrebbero più probabilità di boicottare le merci provenienti dagli insediamenti nei territori occupati rispetto a quelle provenienti dallo stesso Israele, il 25% ha risposto affermativamente, contro il 19%.

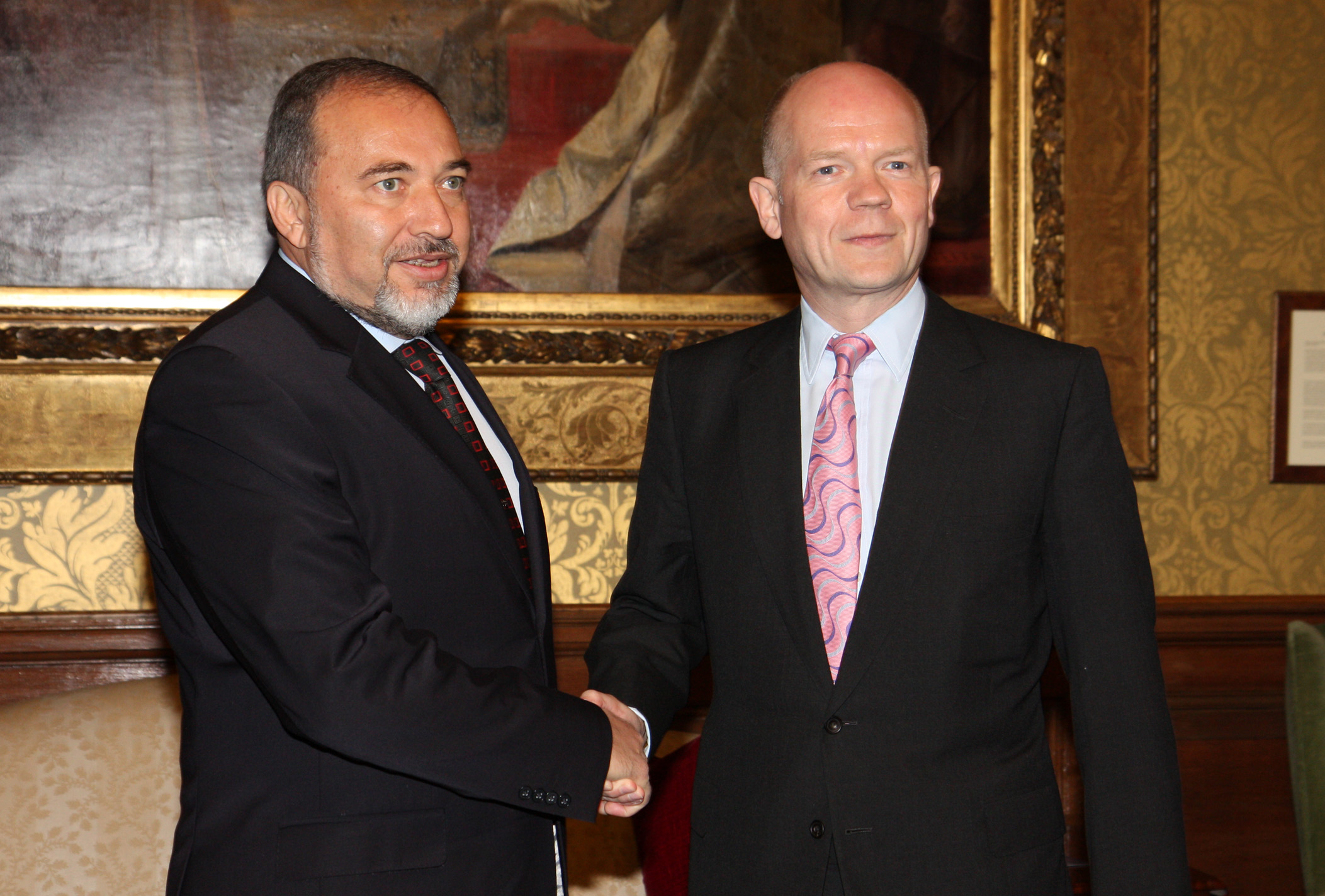
Incontro tra Avigdor Lieberman e William Hague nel 2011

## Relazioni commerciali
Il commercio bilaterale annuale supera i 3 miliardi di dollari statunitensi e oltre 300 società israeliane conosciute operano in Gran Bretagna. Durante una visita in Israele nel novembre del 2010 il ministro degli Esteri britannico William Hague ha definito i legami scientifici e commerciali esistenti come "uno dei capisaldi del rapporto tra Gran Bretagna e Israele".
Nel 2009 il "dipartimento per l'ambiente, l'alimentazione e gli affari rurali del Regno Unito" ha emanato nuove linee guida sull'etichettatura delle merci importate dalla Cisgiordania; richiedono difatti il chiarimento scritto sul fatto che i prodotti provengono da insediamenti israeliani o dall'economia autonoma palestinese. Il ministero degli Esteri israeliano ha affermato che il Regno Unito si è "accontentato delle richieste di coloro il cui obiettivo ultimo è il boicottaggio dei prodotti israeliani"; ma ciò è stato smentito con decisione, sostenendo che l'obiettivo dei nuovi regolamenti era semplicemente quello di consentire ai consumatori di scegliere da soli i prodotti che acquistano.

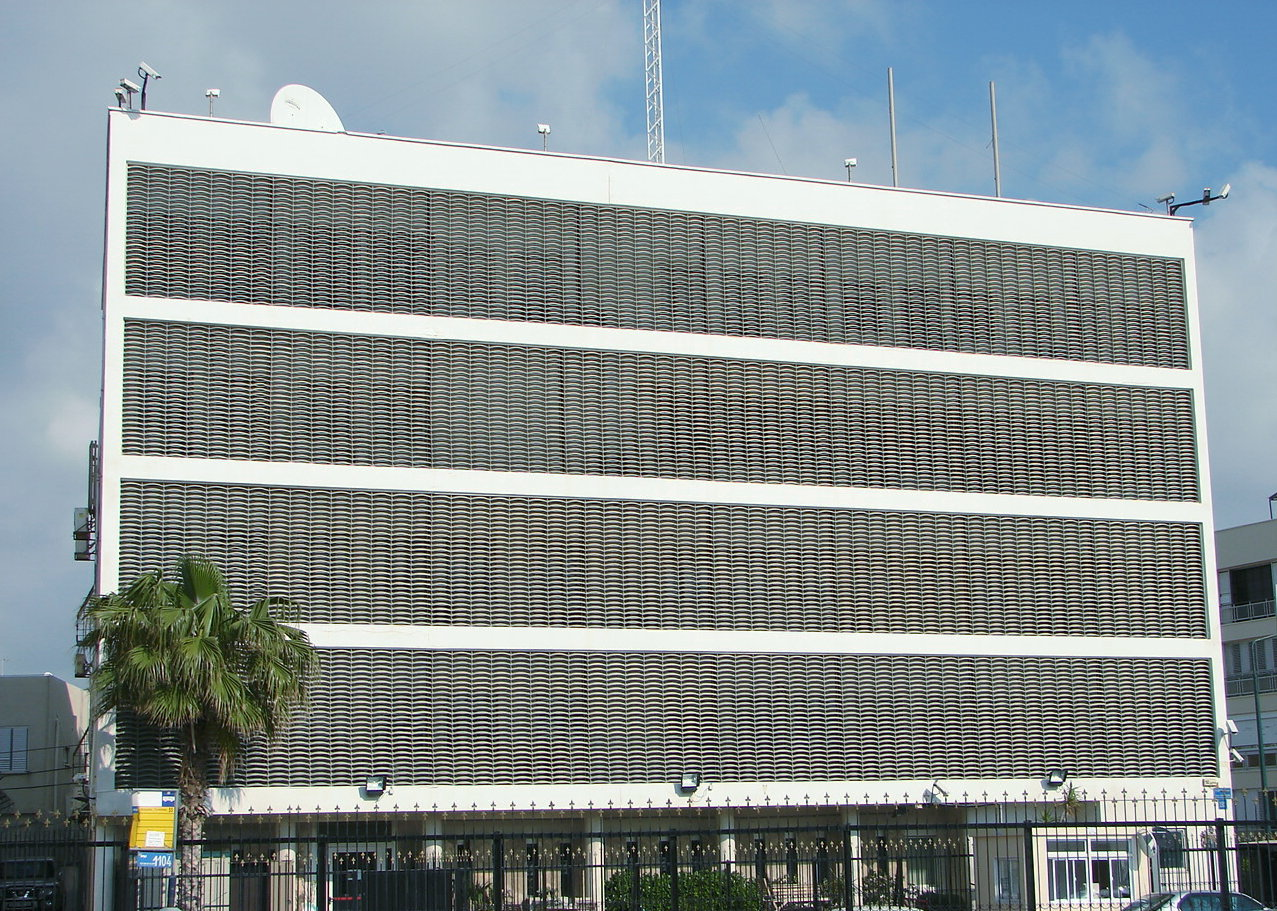
L'edificio sede dell'Ambasciata britannica a Tel Aviv

Nel 2011 l'Ambasciata britannica a Tel Aviv ha lanciato un nuovo progetto che mira a facilitare i legami economici e commerciali tra le due nazioni; denominata "Hub UK-Israel Technologies" l'iniziativa cerca anche di identificare le opportunità tra gli imprenditori israeliani e gli arabi-palestinesi. Uno degli obiettivi è quello di incoraggiare le aziende britanniche a creare strutture di ricerca scientifica e sviluppo economico in Israele al fine di sfruttare la sua cospicua base ingegneristica. Il Cleantech ("Clean technology") è tra i settori che l'Hub della tecnologia punta a promuovere attraverso il partenariato britannico-israeliano.
Un libro bianco del 2011 sul commercio e gli investimenti per la crescita, pubblicato dal governo di Sua Maestà, indicava Israele come un partner strategico fondamentale per il futuro della Gran Bretagna. Le cifre pubblicate all'inizio del 2012 mostravano difatti che era il più grande partner commerciale del Regno Unito nel Medio Oriente, con scambi bilaterali per un totale di 3,75 miliardi di sterline (6 miliardi di dollari statunitensi) nel 2011; un + 34% rispetto all'anno precedente.

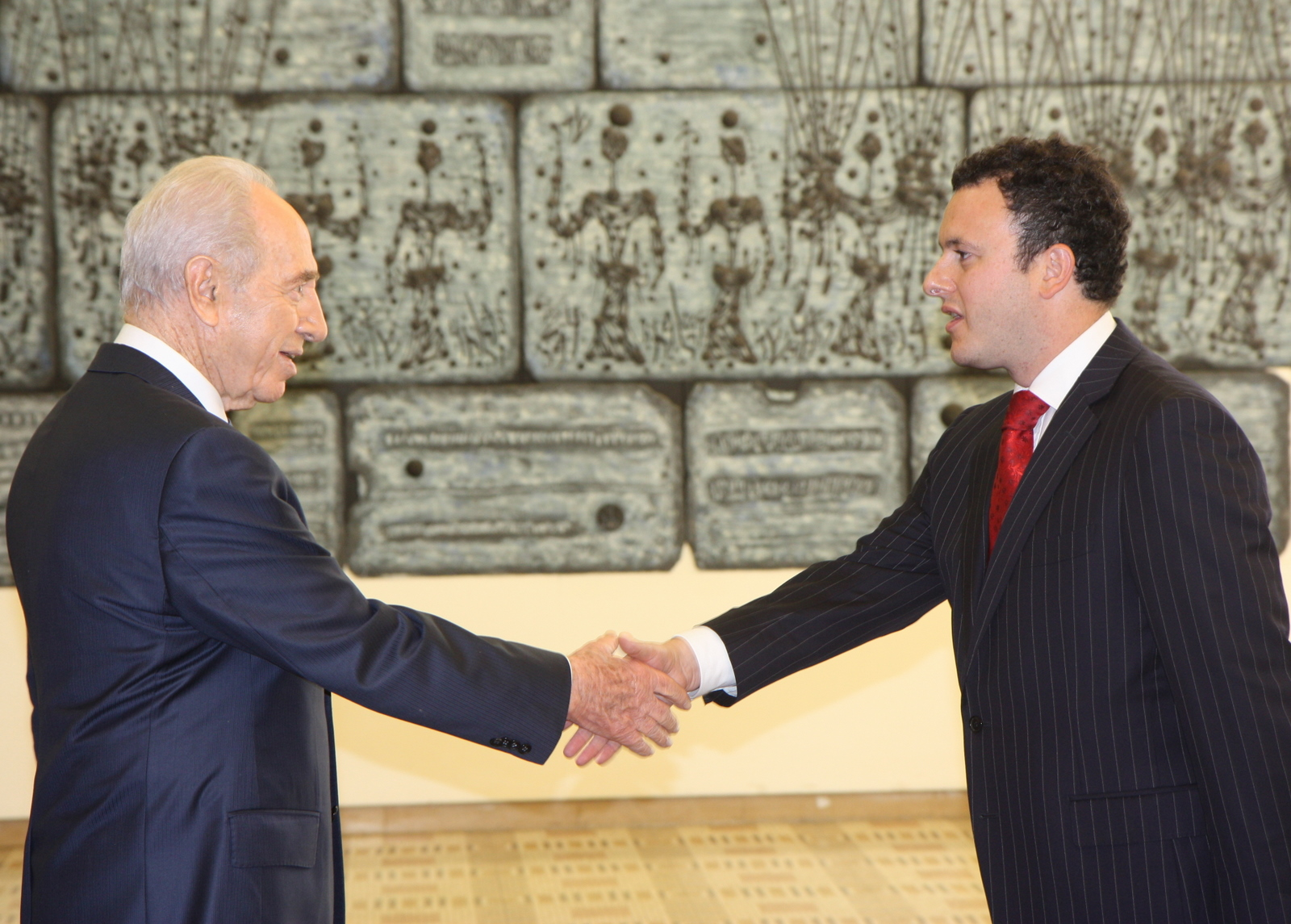
Shimon Peres con Matthew Gould

Matthew Gould, ambasciatore britannico in Israele, ha sottolineato che le cifre dimostrano che l'effetto dei movimenti di boicottaggio sugli scambi tra il Regno Unito e Israele risultava essere de tutto minimale. Ha aggiunto infine che uno dei suoi obiettivi era quello di portare altre imprese di business israeliane nel Regno Unito.
Sempre nel 2011 il Regno Unito ha istituito un centro tecnologico presso l'Ambasciata britannica a Tel Aviv, noto come "Hub Tech Regno Unito-Israele", che è l'unica struttura sponsorizzata da un governo presso la sua ambasciata nel mondo, per incoraggiare la cooperazione tra Israele e l'azienda di alta tecnologia britannica. Il "Tech Hub" è stato inaugurato da George Osborne, che ha ricoperto il ruolo di Cancelliere dello Scacchiere.
Il centro ha istituito quindi il programma "TexChange", che ha selezionato 15 startup israeliane per viaggiare a Londra e acquisire così la dovuta esperienza. Il programma offre inoltre alle aziende israeliane l'accesso ad un maggior numero di mercati nel Regno Unito in particolare e in Europa in generale. "Tech Hub" ha anche portato imprenditori britannici in Israele per partecipare alla scena high-tech israeliana.

## Relazioni culturali ed educative
La ricerca scientifica e lo scambio accademico britannico-israeliano (BIRAX) è stata lanciata nel 2008 per migliorare la cooperazione tra le università dei due paesi; creato dal "British Council in Israele" in collaborazione con Pears Foundation, riunisce scienziati israeliani e britannici attraverso il finanziamento di progetti di ricerca congiunti. Nel novembre del 2010 dieci di questi sono stati selezionati per ricevere i prestiti.
Il ministro degli Esteri britannico William Hague ha anche annunciato l'istituzione del "Consiglio delle scienze della vita tra Regno Unito e Israele" per promuovere ulteriormente la collaborazione scientifica reciproca. Il "British Israel Arts Training Scheme" (BI ARTS) è stato istituito per migliorare i legami tra le rispettive industrie artistiche.
Nel 2013 lo scienziato dell'Università di Oxford Raymond Dwek è stato nominato Commendatore dell'Ordine dell'Impero Britannico (CBE) nei "Queen's New Year Honors" per i servizi resi alla collaborazione scientifica tra Regno Unito e Israele.

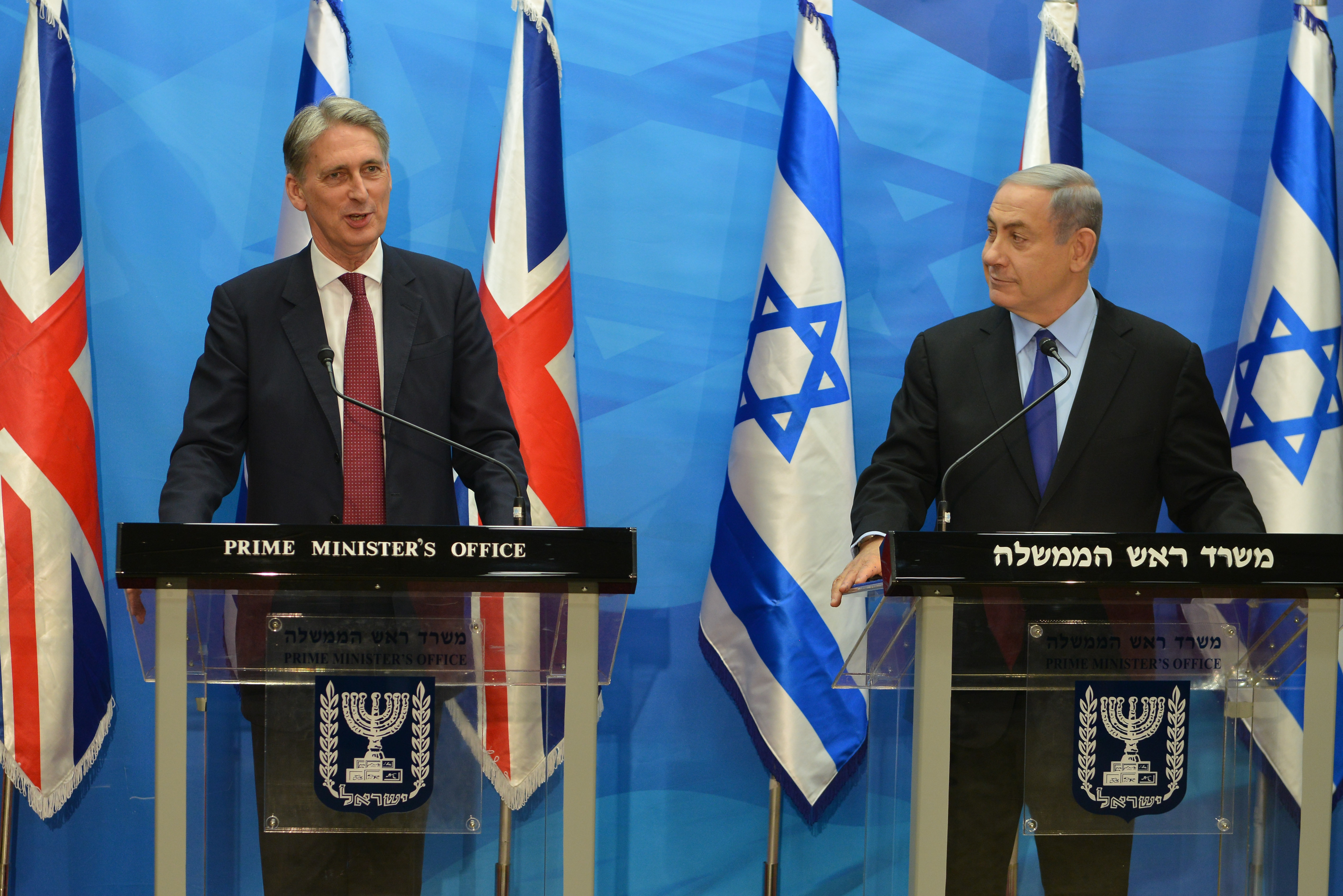
Philip Hammond con Benjamin Netanyahu nel 2015

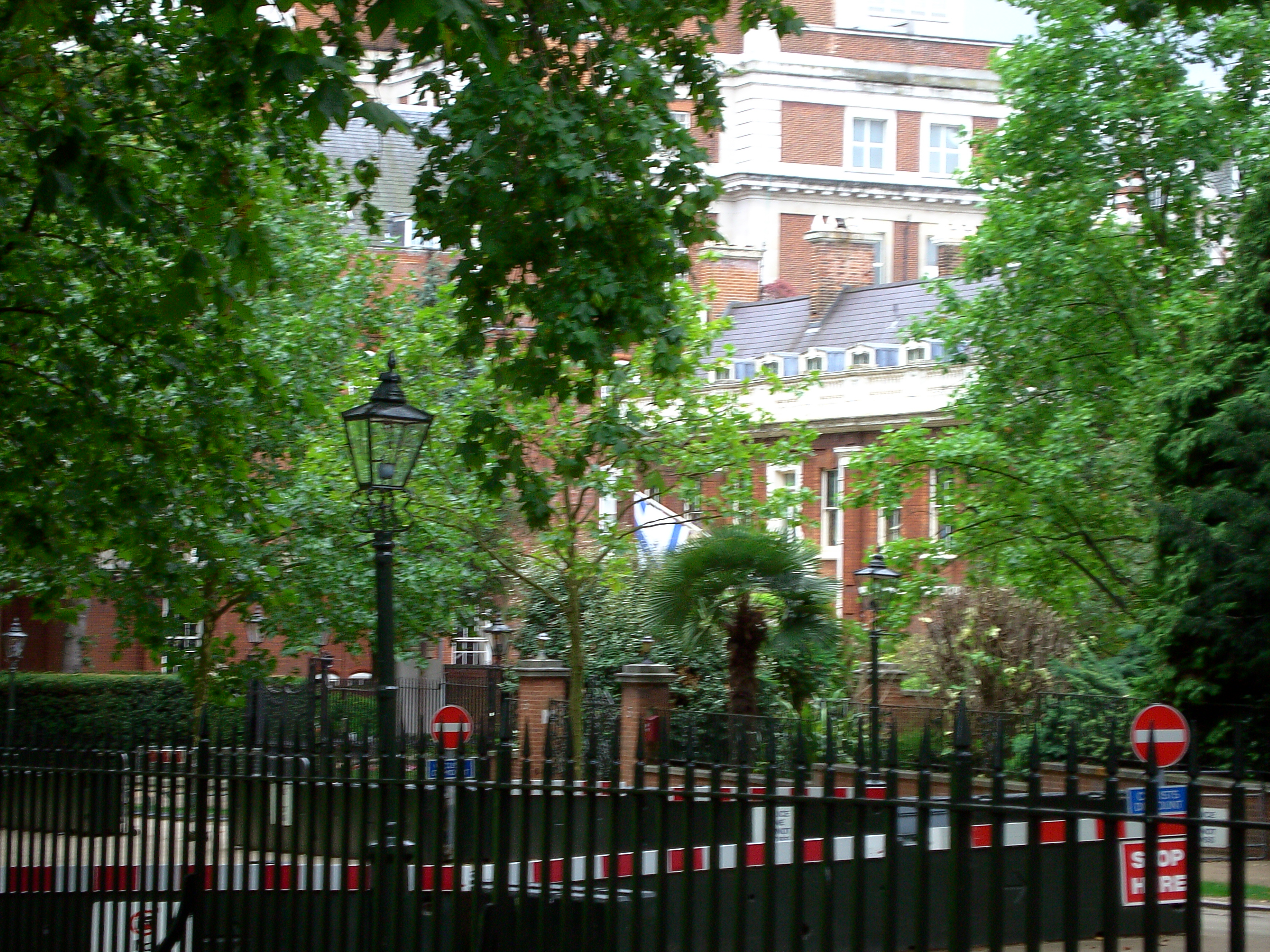
L'ambasciata israeliana a Londra

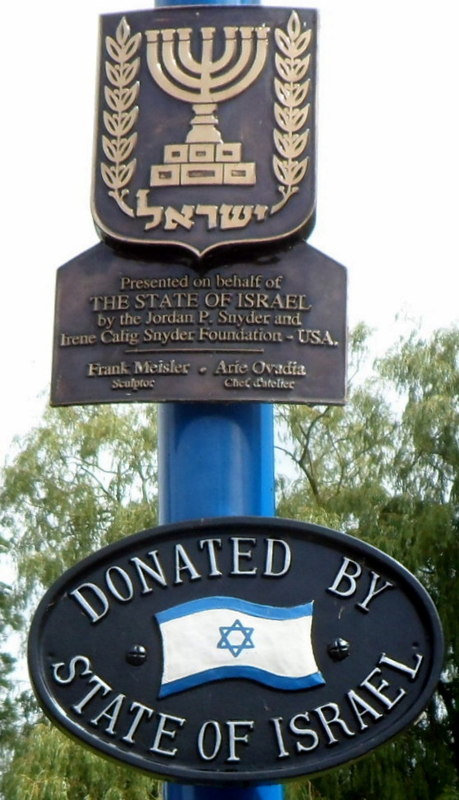
Opera di Frank Meisler a Stratford-upon-Avon